# Halberstadt (stad)
Halberstadt is een plaats in de Duitse deelstaat Saksen-Anhalt. Het is de Kreisstadt van de Landkreis Harz. De stad telt 39.221 inwoners.
Halberstadt is 20 km ten noorden van de Harz, vlak bij Autobahn 6 en beschikt over een treinstation. Door Halberstadt rijdt een tram.

## Indeling gemeente
De eenheidsgemeente bestaat naast de kernstad uit de volgende Ortsteilen met een Ortschaftsrat:
- Aspenstedt (geannexeerd op 1 januari 2010)
- Athenstedt (geannexeerd op 1 januari 2010)
- Emersleben (geannexeerd op 1 januari 1995)
- Klein Quenstedt (geannexeerd op 1 januari 1996)
- Langenstein (geannexeerd op 1 januari 2010), met Ortsteile Böhnshausen en Mahndorf
- Sargstedt (geannexeerd op 1 januari 2010)
- Schachdorf Ströbeck (geannexeerd op 1 januari 2010)

Overige Ortsteile:
- Neu Runstedt
- Veltensmühle

Overige stadsdelen:
- Wehrstedt (geannexeerd op 1 juli 1946)
- Klussiedlung
- Sargstedter Siedlung

## Bezienswaardigheden
- Onze-Lieve-Vrouwekerk
- Sint-Catharinakerk
- Sint-Johanneskerk

## Partnersteden
- Banská Bystrica (Slowakije), sinds 1998

## Geboren
- Helmuth Weidling (1891-1955), generaal
- Gabriel Bach (13 maart 1927 - 18 februari 2022), jurist en een van de aanklagers in het Eichmann-proces
- Jürgen Sparwasser (4 juni 1948), voetballer

## Bloedbad van Halberstadt
In 2013 werden tijdens opgravingen voorafgaand aan de bouw van een wooncomplex in “Sonntagsfeld” sporen van een bloedbad ontdekt. In 2000 waren in de buurt van deze locatie al 38 grafvelden met zorgvuldig begraven individuen van verschillende leeftijden en geslachten, evenals sporen van zes langhuizen ontdekt.  Het massagraf had een diameter van ongeveer twee meter. Sommige skeletten lagen op hun rug, andere op hun buik, naast elkaar en op elkaar, zonder dat de lichamen uniform waren uitgelijnd. Er ontbraken begrafenisvoorwerpen en sluitingen van kledingstukken, en er werden enkele keramische scherven gevonden. Deze worden beschouwd als afvalresten van de nederzetting die per ongeluk op de lichamen zijn gevallen toen de put werd gevuld. Op basis van koolstofdatering werd een leeftijd van ongeveer 7000 jaar voor de vondsten afgeleid.

Zeven van de negen skeletten werden geïdentificeerd als mannen tussen 25 en 40 jaar oud en twee andere als vermoedelijk mannen en vrouwen. De leeftijdsverdeling wijkt sterk af van de verdeling in de naburige graven, waarin meestal evenveel mannen als vrouwen, evenals volwassenen en kinderen, werden begraven, maar - vanwege de afwezigheid van kinderen - ook van andere massagraven uit deze periode.
Zware slagen op de schedel werden geïdentificeerd als de doodsoorzaak bij zeven van de negen doden; bij twee van de lichamen werd geen schedel gevonden. Bijna alle schedelbreuken werden aan de achterkant van het hoofd aangetroffen. Er werden ook niet-genezen breuken aangetroffen aan een dijbeen, twee opperarmbeenderen en twee ribben, veroorzaakt door gerichte slagen. De lichamen waren achteloos in een kuil gegooid. Dit werd bevestigd door de onnatuurlijke en hoekige positie van de botten van de benen en armen, die opzettelijk in tweeën waren gebroken. Sporen van vleesetende dieren en het ontbreken van verschillende botten in de normale botopstelling wijzen erop dat de lichamen in de put werden gelegd voordat ze ontbonden waren, maar niet onmiddellijk met aarde werden bedekt.
In tegenstelling tot de slachtoffers van het bloedbad van Kilianstädten, het bloedbad van Talheim en het bloedbad van Schletz, nabij Asparn, werden er geen kinderen gedood. De meeste slachtoffers waren jonge mannen die met enkele gelijkaardige, gerichte slagen op het achterhoofd werden gedood, wat erop wijst dat ze werden geëxecuteerd.

## Zie ook

Blik op de Dom

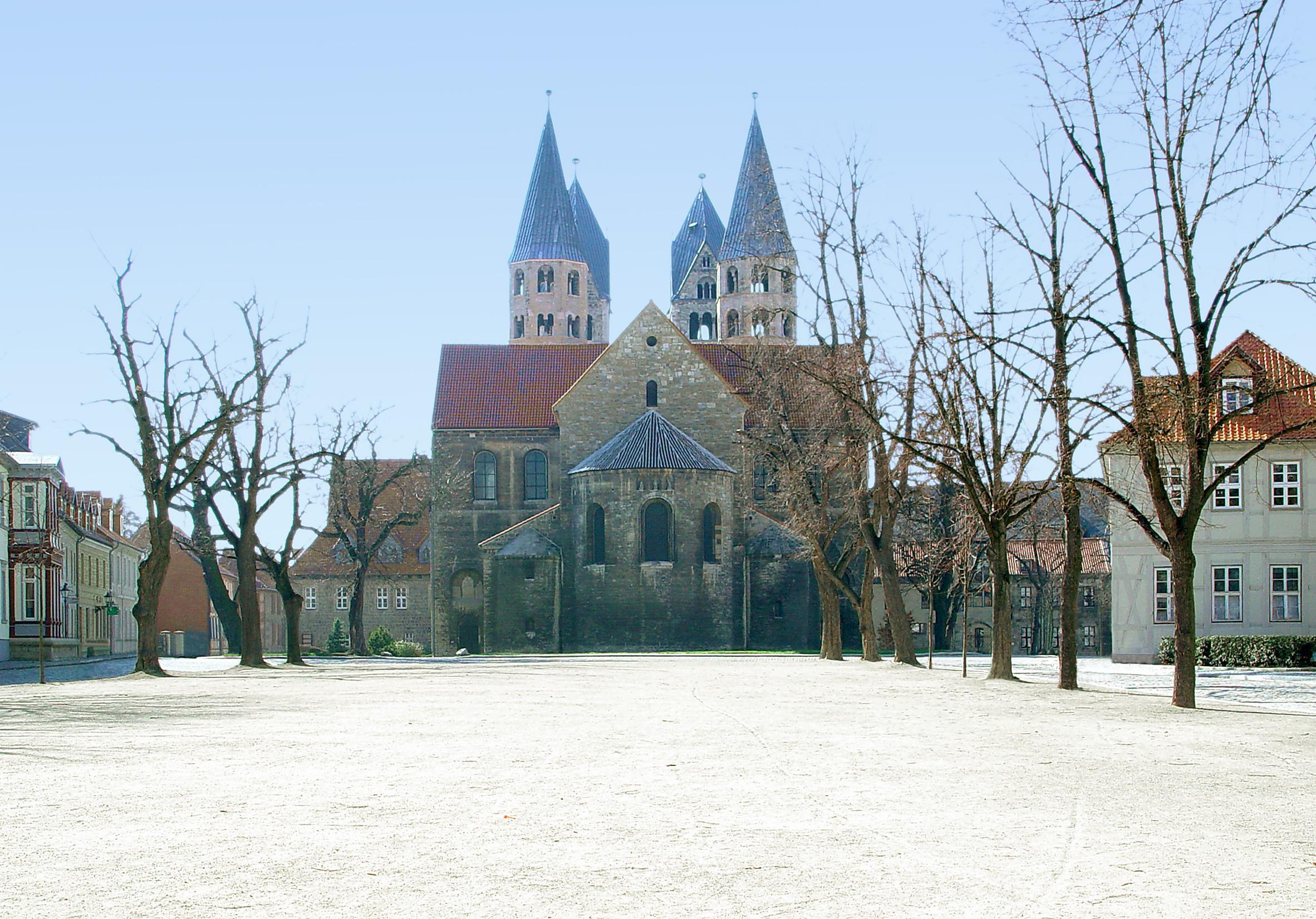
Liebfrauenkirche